# Pasto (Coamo)
Pasto es un barrio ubicado en el municipio de Coamo en el estado libre asociado de Puerto Rico. En el Censo de 2010 tenía una población de 5540 habitantes y una densidad poblacional de 158,89 personas por km². Algunos de los sectores más populares de Pasto son:Santa Ana, San Diego, Turquía, Villa Madrid, San Luis, Niagaras entre otros.

## Geografía
Pasto se encuentra ubicado en las coordenadas 18°7′14″N 66°20′59″O / 18.12056, -66.34972. Según la Oficina del Censo de los Estados Unidos, Pasto tiene una superficie total de 34.87 km², de la cual 34.86 km² corresponden a tierra firme y (0.02%) 0.01 km² es agua.

## Demografía
Según el censo de 2010, había 5540 personas residiendo en Pasto. La densidad de población era de 158,89 hab./km². De los 5540 habitantes, Pasto estaba compuesto por el 72.89% blancos, el 12.53% eran afroamericanos, el 0.23% eran amerindios, el 0.05% eran asiáticos, el 10.25% eran de otras razas y el 4.04% pertenecían a dos o más razas. Del total de la población el 99.62% eran hispanos o latinos de cualquier raza.